# Ayerdhal
Œuvres principales
- Demain, une oasis
- Chroniques d'un rêve enclavé
- Étoiles mourantes
- Transparences
- Rainbow Warriors
- Bastards

Yal Ayerdhal, nom de plume de Marc Soulier, est né le 26 janvier 1959 dans le 3e arrondissement de Lyon et mort le 27 octobre 2015 à Bruxelles. Écrivain français qui a commencé par écrire de la science-fiction avant de se lancer dans le thriller, en 25 ans il a entre autres obtenu deux grand prix de l'Imaginaire, deux prix Ozone, un prix Tour Eiffel de science-fiction, un prix Michel-Lebrun, un prix Bob-Morane, un prix Rosny aîné et un prix Cyrano pour l'ensemble de son œuvre et de ses actions en faveur des auteurs.

## Biographie
Né en janvier 1959 dans le quartier lyonnais de La Croix-Rousse, il grandit dans le quartier des Minguettes, à Vénissieux[réf. nécessaire]. Il s'intéresse très jeune au domaine de la science-fiction, son père, Jacky Soulier, détenant l'une des plus grandes collections d'ouvrages du genre en Europe avec, par exemple, l'intégrale des titres de la collection Anticipation des éditions Fleuve noir. Il déclare qu'à 13 ans, il aurait décidé de changer de prénom d'usage, lassé d'avoir de nombreux homonymes en classe, adoptant celui d'Ayerdhal.
Sans diplôme, il dit avoir exercé de nombreux métiers et petits boulots, tels que vendre des brioches en porte à porte en parallèle de l'écriture, dont moniteur de ski, footballeur professionnel, éducateur, commercial et chef d’entreprise. Il a 28 ans lorsqu'il envoie son premier manuscrit, celui de La Bohème et l'Ivraie, à un éditeur, Fleuve Noir. Il vit à l'époque dans une ferme à Écully, dans la région lyonnaise. Dans les années 1990, ses ouvrages participent au renouveau de la science-fiction française, alors dominée par les auteurs américains : 40 000 exemplaires de Balade choreïale, L'Histrion et Sexomorphoses trouvent leur public.
En 2012, il épouse l’écrivaine Sara Doke qu’il a rencontrée aux Galaxiales en 1998.
Selon Ayerdhal, « la SF est un puissant outil pédagogique, un véhicule idéologique non négligeable et la plus riche expression de l'imagination créatrice… ». Les couvertures de ses premiers romans sont illustrées par le dessinateur Gilles Francescano. Dessins qui, aux dires de l'auteur, lui auraient inspiré le personnage de l'Histrion. Son œuvre Transparences, publiée en 2004, marque son entrée dans le domaine du thriller, suivie en 2010 par une suite non prévue, Résurgences, puis par Rainbow Warriors en 2013 et Bastards en 2014. Il a été primé pour ses romans Demain, une oasis, Parleur ou les chroniques d'un rêve enclavé, Rainbow Warriors, RCW, Étoiles mourantes et Transparences.
Atteint d'un cancer diagnostiqué en 2015, il informe régulièrement ses lecteurs de l'évolution de son état. Il meurt le 27 octobre 2015 à Bruxelles, des suites de ce cancer.

### Influences
Influences revendiquées : Ray Bradbury, Sartre, Norman Spinrad, Frank Herbert, John Varley.
Ayerdhal revendique d'autre part un intérêt poussé pour les sciences, car « la littérature d’anticipation, par essence, se doit d’inclure les découvertes scientifiques et les progrès technologiques dans les hypothèses qu’elle met en scène », et éviter les trop grandes approximations.

### Un auteur engagé
Ayerdhal est parfois désigné comme « l'homme en colère de la SF française », il est célèbre pour ses coups de gueule, sa franchise et son engagement. Il a d'ailleurs reçu le Prix Cyrano en 2011 pour l'ensemble de son œuvre mais surtout pour son travail au service des auteurs.[réf. nécessaire]
Il dénonce tout particulièrement des injustices et la dégradation du monde, comme le démontrent les sujets de ses romans, volontiers qualifiés d'anarchistes.
Il est l'initiateur du collectif de défense des droits des auteurs Le droit du Serf, qui s'est fait connaître par sa défense du prêt gratuit, son engagement contre la loi Hadopi de 2009, son travail sur les contrats d'édition, particulièrement en matière numérique. Lors de la fermeture du site Megaupload, il dénonce la « fortune engrangée par ce site sur le dos des auteurs ».
En 2012, il s'oppose (via entre autres la pétition « Le droit d'auteur doit rester inaliénable »)  à la législation sur les œuvres indisponibles du vingtième siècle, ainsi qu'au dispositif ReLIRE. Sa compagne Sara Doke continua ce combat au sein du Syndicat des écrivains de langue française qui obtint en novembre 2016 la condamnation de ReLIRE par la cour de justice de l'Union européenne,.

## Publications
- La Bohème et l'Ivraie, Fleuve noir, 1990Réédition en 2011 chez Au diable vauvert (ISBN 978-2846261340)
- Mytale, Fleuve noir, 1991Réédition en 2010 chez Au diable vauvert (ISBN 978-2846262125)
- Demain, une oasis, Fleuve noir, 1992  (ISBN 978-2265046351)Réédition en 2006 chez Au diable vauvert  (ISBN 978-2846261173) puis en 2015 (ISBN 979-1030700237) - Grand prix de l'Imaginaire 1993
- Le Chant du drille, Fleuve noir, 1992Réédition en 2009 chez Au diable vauvert  (ISBN 978-2846262224)
- Cybione (Cybione-1), Fleuve noir Collection : Anticipation, 1992  (ISBN 2-265-04829-1)
- L'Histrion (Daym-1), 1993Réédition en 2011 chez Au diable vauvert  (ISBN 978-2846263399)
- Sexomorphoses (Daym-2), J'ai lu, no 3821, 1994  (ISBN 978-2277238218)
- Polytan (Cybione-2), Fleuve noir, 1994
- Balade choreïale, 1994Réédition en 2009 chez Au diable vauvert -  (ISBN 978-2846261401)
- Genèses, J'ai lu, 1996
- Parleur ou les Chroniques d'un rêve enclavé, J'ai lu, 1997  (ISBN 978-2290043172)Réédition en 2009 chez Au diable vauvert  (ISBN 978-2846262231) - Prix Ozone 1997
- Consciences virtuelles, Baleine, 1998  (ISBN 978-2842190927)
- Étoiles mourantes, J'ai lu, 1999  (ISBN 978-2277260110)Écrit avec Jean-Claude Dunyach. Prix Tour Eiffel 1999 et prix Ozone 2000. Disponible en numérique sur différentes plateformes.
- L'Homme aux semelles de foudre, 2000  (ISBN 978-2080679451)
- Keelsom, Jahnaïc (Cybione-3), J'ai lu, 2001  (ISBN 978-2290311820)
- La Logique des essaims, Imaginaires sans frontières, 2001, recueilRéédition en 2004 chez J'ai lu
- L'Œil du spad (Cybione-4), J'ai lu, 2003
- Transparences, Au diable vauvert, 2004  (ISBN 978-2253101123)Prix Michel-Lebrun en 2004[21] et Grand prix de l'Imaginaire en 2005[22]
- Résurgences, Au diable vauvert, 2010  (ISBN 978-2253157243)
- RCW, ActuSF, 2012Prix Rosny aîné 2013
- Rainbow Warriors, Au diable vauvert, 2013  (ISBN 978-2846264921)Prix Bob-Morane 2014[23], prix Rosny aîné 2014[24] et prix du roman gay 2015[25]
- La Troisième Lame, ActuSF, 2013
- Bastards, Au diable vauvert, 2014
- Le Cycle de Cybione, Au diable vauvert, 2015Contient les quatre romans du cycle
- Scintillements - Intégrale des nouvelles, Au diable vauvert, 2016
- Kwak (Cybione-5), Au diable vauvert, 2016 (publication annulée)

### Nouvelle
- Première loge / en collaboration avec Sophie Adriansen et Gaëlle Perrin-Guillet, dans Les Aventures du Concierge masqué / collectif ; sur une idée de Maxime Gillio et David Boidin ; Préface de Maud Tabachnik. Dunkerque : l'Exquise éd. : Atelier Mosésu, coll. « L'Exquise Nouvelle : la saison mix and match ; saison 3 », 09/2013, p. 159-167.  (ISBN 978-2-9545737-0-0).  (ISBN 979-10-92-100-54-9) (Atelier Mosésu).

## Récompenses et distinctions

### Prix
- Grand prix de l'Imaginaire 1993 pour Demain, une oasis[26]
- Prix Ozone 1998 pour Parleur ou les Chroniques d'un rêve enclavé[27]
- Prix Tour Eiffel de science-fiction 1998 pour Étoiles mourantes[28]
- Prix Michel-Lebrun de la Ville du Mans 2004 pour Transparences[29]
- Prix Rosny aîné 2014 pour Rainbow Warriors[30]
- Prix du roman gay 2015 pour Rainbow Warriors[31]

### Hommages
- Macha Séry, pour Le Monde, parle d'Ayerdhal comme d'« un des artisans les plus flamboyants du renouveau de la science-fiction française », avec Pierre Bordage, Serge Lehman et Jean-Marc Ligny[3].
- Pierre Bordage, qui le connaissait bien, le considère comme son « grand frère dans la science-fiction », celui qui l'a accueilli à ses débuts[32].
- Le prix Ayerdhal, mis en place en 2020, récompense une personne pour son implication dans les littératures de l’imaginaire et du polar, et plus généralement, dans la diffusion de la culture populaire. Ce prix est une initiative de l'association imaJn'ere[33] qui le remet lors de son salon annuel. Dans sa volonté de ne pas créer un prix principalement honorifique, l'association le dote d'un chèque de 1000 euros, grâce à l'aide de la ville d'Angers, de la Région Pays de la Loire et de la librairie Richer Rougier & Plé.
- L'astéroïde de la ceinture principale (434453) Ayerdhal a été nommé en hommage à cette personnalité.